# Fokker E.III
O Fokker E.III foi a principal variante dos caças da família "Eindecker" (que significa literalmente "único convés") da Primeira Guerra Mundial. Ele entrou em serviço na Frente Ocidental em dezembro de 1915 e também foi fornecido à Áustria-Hungria e à Turquia.

## Projeto e desenvolvimento
O E.III era basicamente um "E.II" equipado com asas maiores e recém-projetadas que tinham uma corda ligeiramente mais estreita de 1,80 metro (70-7/8"), em comparação com 1,88 metro (74 in) nos Eindeckers anteriores, semelhante ao avião monoplano "M.5" original da Fokker. 

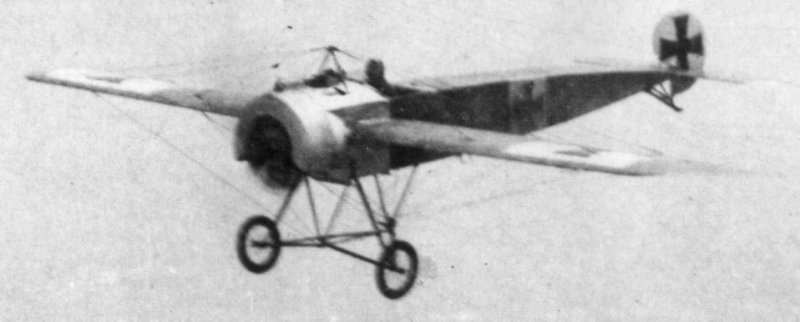
O E.III "210/16" capturado em voo de teste em Upavon, Wiltshire, em 1916.

O E.III manteve o mesmo motor Oberursel U.I de 100 hp (75 kW) e, portanto, também usou a carenagem de padrão "ferradura" de maior diâmetro que também exigia a inclusão de extensões tipo intradorso do "E.II" para os lados da chapa de metal no plano superior do nariz, mas tinha um tanque de combustível principal em forma de tambor maior de 81 l (21,5 gal) logo atrás do cockpit, o que aumentou a autonomia do Eindecker para cerca de 2 horas e meia; uma hora a mais do que o "E.II". A maioria dos E.III estava armada com uma única metralhadora Spandau LMG 08 de 7,92 mm (.312") com 500 cartuchos de munição; no entanto, após o fracasso do Fokker E.IV com duas metralhadoras como um sucessor viável, alguns E.III foram equipados com metralhadoras duplas.
Os números de produção da Fokker indicam que 249 E.III foram fabricados; no entanto, vários dos 49 "E.II" foram "atualizados" para o padrão E.III quando foram devolvidos à fábrica da Fokker em Schwerin para reparos.

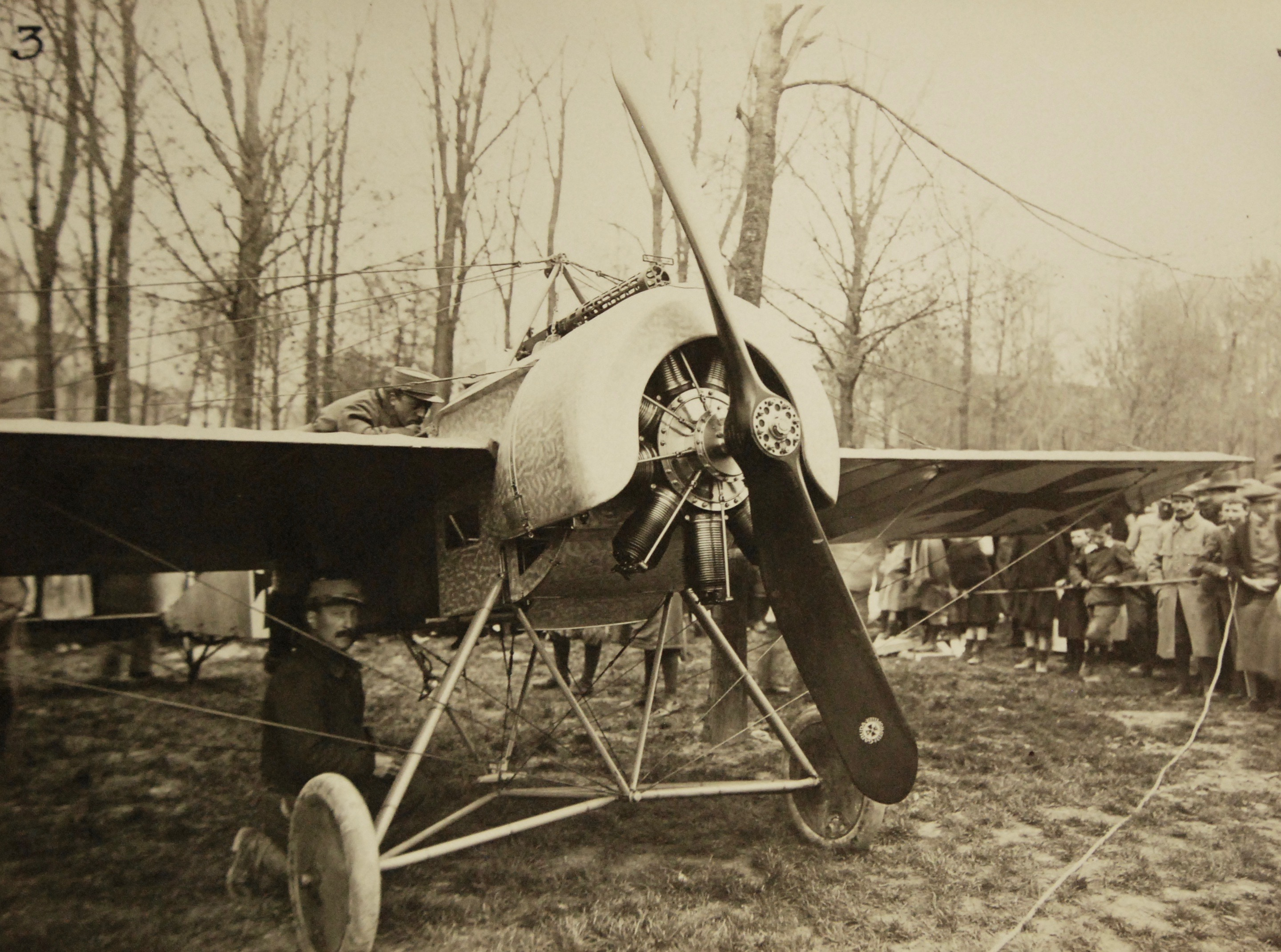
Um Fokker E.III derrubado na França durante a Primeira Guerra Mundial.

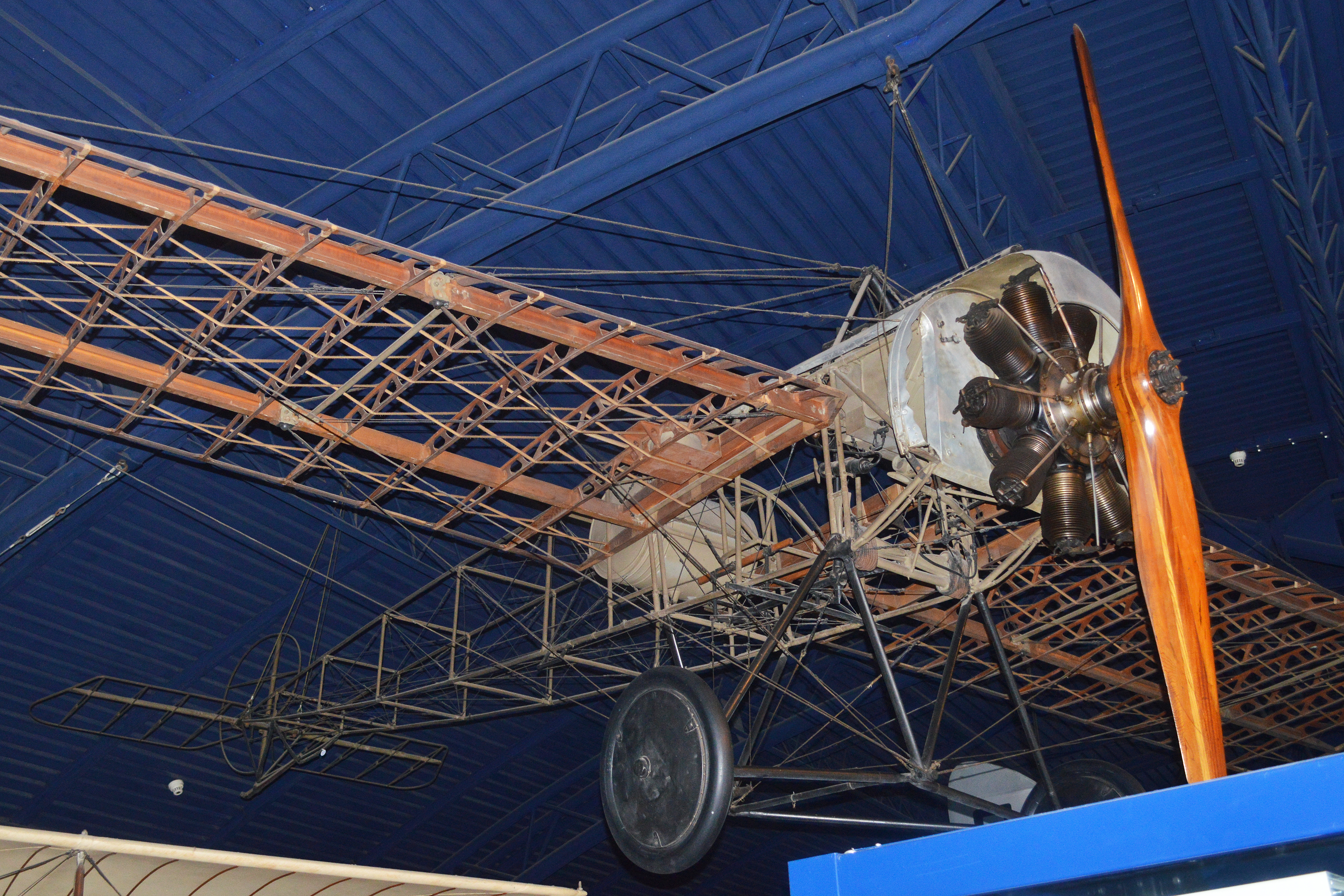
O Eindecker 210/16,
no London Science Museum (2015).

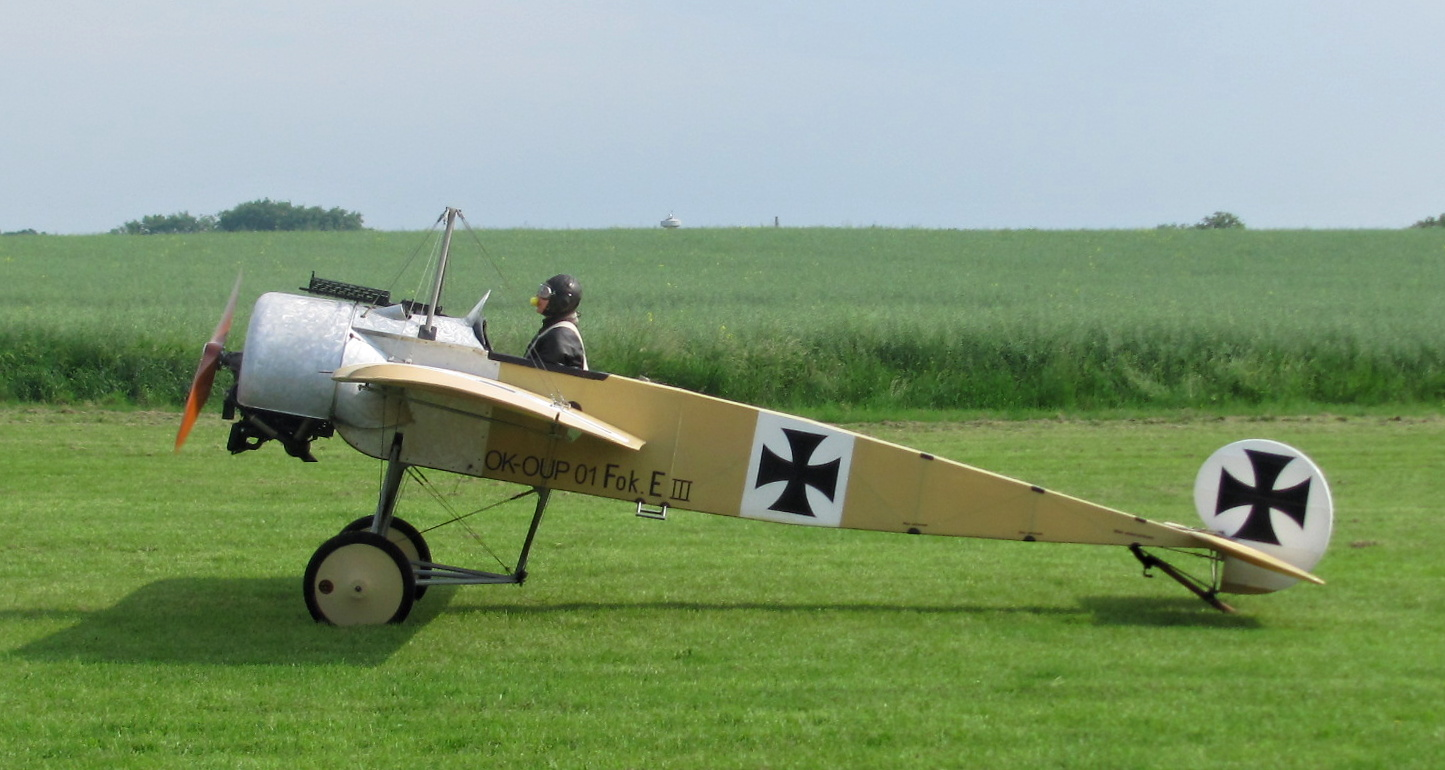
Réplica do Fokker E.III.

## Histórico operacional
O E.III foi o primeiro tipo a chegar em número suficiente para formar pequenas unidades de caça especializadas, os "Kampfeinsitzer Kommandos" (KEK) no início de 1916. Anteriormente, os Eindeckers haviam sido alocados individualmente, assim como o "E.I" e o "E.II", para o linha de frente nas "Feldflieger Abteilungen" que realizou tarefas de reconhecimento. Em 10 de agosto de 1916, as primeiras "Jagdstaffeln" alemãs (esquadrilhas de caças de assento único) foram formadas, inicialmente equipados com vários tipos de caças iniciais, incluindo alguns E.III, que estavam ultrapassados e sendo substituídos por caças mais modernos. A padronização no "Jagdstaffeln" (e qualquer sucesso real) teve que esperar pela disponibilidade em números do Albatros D.I e Albatros D.II no início de 1917.
Os E.III turcos ficaram baseados em Bersebá, na Palestina, enquanto outros operaram na Mesopotâmia durante o cerco de Kut Al Amara.

## Exemplares sobreviventes
O único Eindecker original sobrevivente conhecido, com o número de série "IdFlieg" 210/16, foi derrubado na área de Somme em 1916 pelos britânicos e depois avaliado pelo "War Office" até ser transferido para o "London Science Museum" em 1918. Está em exibição totalmente montado, mas com sua cobertura de tecido removida para ilustrar sua construção interna.

## Operadores
Áustria-Hungria
- "Kaiserliche und Königliche Luftfahrtruppen"
- "Kaiserliche und Königliche Kriegsmarine"

 Império Alemão
- "Luftstreitkräfte"
- "Kaiserliche Marine"
  - "Marine-Fliegerabteilung"

 Império Otomano
- Forças de aviação do Império Otomano, supridas com 22 exemplares do E.III

## Especificações (E.III.)
Dados de: German Aircraft of the First World War
Descrições gerais
- Tripulação: 1 piloto
- Comprimento: 7,2 m (24 ft)
- Envergadura: 9,52 m (31 ft)
- Altura: 2,4 m (7,9 ft)
- Área alar: 16 m² (172 ft²)
- Peso vazio: 399 kg (880 lb)
- Peso bruto (carregado): 610 kg (1 340 lb)
- Capacidade de combustível: 81 l (21,4 US-gal)

Motorização
- Número de motores: 1x
- Tipo do motor: Oberursel U.I giratório, de 9 cilindros refrigerado a ar
- Potência por motor: 100 hp (74,6 kW)
- Descrição do propulsor/hélice: Hélice de madeira de 2 pás de passo fixo com 2,3–2,5 m de diâmetro

Performance
- Velocidade máxima: 140 km/h (87,0 mph)
- Velocidade de cruzeiro (km/h): 110 km/h (68,4 mph)
- Razão de subida: 3.3 m/s
- Tecto de serviço: 3 600 m (11 800 ft)

Armamentos
- Metralhadoras/canhões: 1 × metralhadora LMG 08/15 de 7,92 mm (.312") de disparo frontal